# Feyyaz Uçar
Feyyaz Uçar (ur. 27 października 1963 w Stambule) – piłkarz turecki grający na pozycji napastnika. W swojej karierze rozegrał 28 meczów w reprezentacji Turcji i strzelił w nich 7 goli.

## Kariera klubowa
Karierę piłkarską Uçar rozpoczął w klubie Avcılar Spor Klübü. W 1982 roku został zawodnikiem Beşiktaşu JK ze Stambułu i w sezonie 1982/1983 zadebiutował w nim w pierwszej lidze tureckiej. Od sezonu 1984/1985 był podstawowym zawodnikiem Beşiktaşu. Wraz z Beşiktaşem czterokrotnie wywalczył tytuł mistrza Turcji w latach 1986, 1990, 1991 i 1992. W latach 1989, 1990 i 1994 zdobywał Puchar Turcji. W swojej karierze sięgnął też po Superpuchar Turcji w latach 1986, 1989, 1992 i 1994. W sezonie 1989/1990 z 28 golami został królem strzelców tureckiej ligi. W barwach Beşiktaşu od 1982 do 1994 roku strzelił 170 goli w 320 rozegranych meczach.
W 1994 roku przeszedł do Fenerbahçe SK, lokalnego rywala Beşiktaşu. Grał w nim przez ponad rok i w trakcie sezonu 1995/1996 odszedł do Antalyasporu. W 1996 roku ponownie zmienił klub i został zawodnikiem drugoligowego Kuşadasısporu. Po roku gry w tym klubie zakończył swoją karierę sportową.
| Sezon   | Klub          | Kraj   | Rozgrywki | Mecze | Bramki |
| ------- | ------------- | ------ | --------- | ----- | ------ |
| 1982/83 | Beşiktaş JK   | Turcja | 1. Lig    | 8     | 4      |
| 1983/84 | Beşiktaş JK   | Turcja | 1. Lig    | 15    | 1      |
| 1984/85 | Beşiktaş JK   | Turcja | 1. Lig    | 21    | 3      |
| 1985/86 | Beşiktaş JK   | Turcja | 1. Lig    | 32    | 7      |
| 1986/87 | Beşiktaş JK   | Turcja | 1. Lig    | 35    | 20     |
| 1987/88 | Beşiktaş JK   | Turcja | 1. Lig    | 34    | 16     |
| 1988/89 | Beşiktaş JK   | Turcja | 1. Lig    | 33    | 22     |
| 1989/90 | Beşiktaş JK   | Turcja | 1. Lig    | 34    | 28     |
| 1990/91 | Beşiktaş JK   | Turcja | 1. Lig    | 26    | 16     |
| 1991/92 | Beşiktaş JK   | Turcja | 1. Lig    | 28    | 19     |
| 1992/93 | Beşiktaş JK   | Turcja | 1. Lig    | 29    | 19     |
| 1993/94 | Beşiktaş JK   | Turcja | 1. Lig    | 26    | 15     |
| 1994/95 | Fenerbahçe SK | Turcja | 1. Lig    | 27    | 13     |
| 1995/96 | Fenerbahçe SK | Turcja | 1. Lig    | 5     | 0      |
| 1995/96 | Antalyaspor   | Turcja | 1. Lig    | 23    | 8      |
| 1996/97 | Kuşadasıspor  | Turcja | 2. Lig    | 24    | 6      |

## Kariera reprezentacyjna
W reprezentacji Turcji Uçar zadebiutował 29 kwietnia 1987 roku w zremisowanym 0:0 meczu eliminacji do Euro 88 z Anglią. W swojej karierze grał w też w eliminacjach do MŚ 1990, Euro 92 i MŚ 1994. Od 1987 do 1993 roku rozegrał w kadrze narodowej 25 meczów, w których strzelił 7 goli.